# Frank McCourt
Frank McCourt (Brooklyn, 1930. augusztus 19. – Manhattan, 2009. július 19.) ír-amerikai tanár és író. Pulitzer-díjat nyert Angela's Ashes című könyvéért, amely tragikomikus emlékirat nyomorúságáról és gyermekkorának nyomorúságáról is.

## Fiatalkora és iskolái
Frank McCourt 1930. augusztus 19-én született New York City Brooklyn kerületében, az idősebb Malachy Gerald McCourt (1899. október 11. – 1985. január 11.), az észak-írországi Antrim megyei Toome-ból származó, az IRA-val az ír függetlenségi háború idején szövetséges ír katolikus bevándorló és a limericki Angela Sheehan (1908. január 1. – 1981. december 27.) legidősebb gyermekeként. Frank McCourt New Yorkban élt szüleivel és négy fiatalabb testvérével: Malachy Jr. (1931-2024); az 1932-ben született ikrek, Oliver és Eugene; és egy fiatalabb nővér, Margaret, aki mindössze 21 nappal a születése után, 1934. március 5-én halt meg.
1934 őszén, a nagy gazdasági világválság közepette a család visszaköltözött Írországba. Frank 4 éves volt. Bátyja, Malachy 3, az ikrek 2 évesek voltak. Mivel Belfastban vagy Dublinban nem találtak állandó munkát, és idősebb Malachy alkoholizmusa miatt a McCourt család visszatért édesanyjuk szülőhelyére, Limerickbe, ahol még mélyebbre süllyedtek a szegénységbe. Egy esőáztatta nyomornegyedben éltek, a szülők és a gyerekek egy ágyon osztoztak, McCourt apja pedig elitta azt a kevés pénzt, amijük volt. Mivel az apja északi származású volt, és északi akcentussal beszélt, ez a tulajdonsága még inkább megnehezítette a munkakeresést. Az ikrek, Oliver és Eugene kora gyermekkorukban meghaltak a nyomorúságos körülmények miatt, és még két fiú született: Michael John, aki később San Franciscóban élt (ahol a "csaposok dékánjának" nevezték) 2015 szeptemberében bekövetkezett haláláig; és Alphonsus, aki saját memoárját publikálta, és 2016-ban halt meg. Frank McCourt maga is majdnem meghalt tífuszban, amikor 11 éves volt.
McCourt elmesélte, hogy 11 éves korában apja elhagyta Limericket, hogy az angliai, háborús Coventry gyáraiban keressen munkát, és ritkán küldött vissza pénzt családja eltartására. Elmesélte, hogy végül Malachy Senior teljesen elhagyta Frank anyját, így neki kellett felnevelnie négy túlélő gyermekét, az éhezés szélén, mindenféle bevételi forrás nélkül. Frank gyerekkorában kötelességének érezte, hogy kenyeret, tejet és limonádét lopjon, hogy eltartsa anyját és három öccsét, amíg a rokonok nem léptek a család segítségére.
Frank formális oktatása Limerickben 13 évesen ért véget, amikor az ír keresztény testvérek elutasították őt, mint középiskolai diákot. Frank ezután a postán dolgozott, és 14 és 16 éves kora között táviratokat kézbesített; majd az Easonnak dolgozott, ahol magazinokat és újságokat szállított, és keresete nagy részét az anyjának adta. Kevésbé formálisan és titokban adósságbehajtási leveleket írt egy helyi limericki nőnek, aki ruhákért és egyéb tárgyakért fizetett, és lehetővé tette az adósok számára, hogy magas kamattal fizessenek. Frank megtakarította a pénzét, és miután annyit megtakarított, hogy kifizesse a New York-i viteldíjat, és megérkezésekor legyen némi pénze, 19 évesen teherhajóval elhagyta Írországot.

## Pályafutása

### Korai karrier
1949 októberében, 19 évesen McCourt elhagyta Írországot. Különböző munkákból spórolt pénzt, többek között távirat-kézbesítőként, és az egyik munkaadójától, egy uzsorástól lopott annak halála után. Corkból hajóval utazott New Yorkba. Egy pap, akivel a hajón találkozott, szerzett neki egy szobát, ahol lakhatott, és munkát a New York Biltmore Hotelben. Heti 26 dollárt keresett, és ebből 10 dollárt küldött az édesanyjának Limerickbe. Testvérei, Malachy és Michael követték őt New Yorkba, és később édesanyjuk, Angela is, legkisebb fiával, Alphie-val. 1951-ben McCourt-ot besorozták az amerikai hadseregbe, és két évre Bajorországba küldték, ahol kezdetben kutyákat képzett ki, majd hivatalnokként dolgozott. Leszerelése után visszatért New Yorkba, ahol dokkokban, raktárakban és bankokban vállalt különböző állásokat.

### Tanítás
McCourt a G.I. Bill oktatási juttatásait felhasználva bejutott a New York Egyetemre, azzal indokolva, hogy intelligens és sokat olvas; egy év próbaidőre felvették, feltéve, hogy megtartja a négyes átlagot. 1957-ben diplomázott angol szakon. Hat New York-i iskolában tanított, többek között a Staten Island-i McKee Vocational and Technical High Schoolban, a New York City College of Technology-ban Brooklynban, a Seward Park High Schoolban, a Washington Irving High Schoolban és a High School of Fashion Industries-ban, mindannyian Manhattanben. 1967-ben mesterdiplomát szerzett a Brooklyn College-ban, majd a hatvanas évek végén 18 hónapot töltött a dublini Trinity College-ban, ahol nem sikerült megszereznie a PhD fokozatot, mielőtt visszatért volna New Yorkba. Doktori tanulmányai után a Stuyvesant High School rendszeres angoltanára lett.
Egy 1997-es The New York Times-esszéjében McCourt a brooklyni New York City College of Technology-ban szerzett tapasztalatairól írt, ahol bevándorló anyákat tanított.

## Elismerése

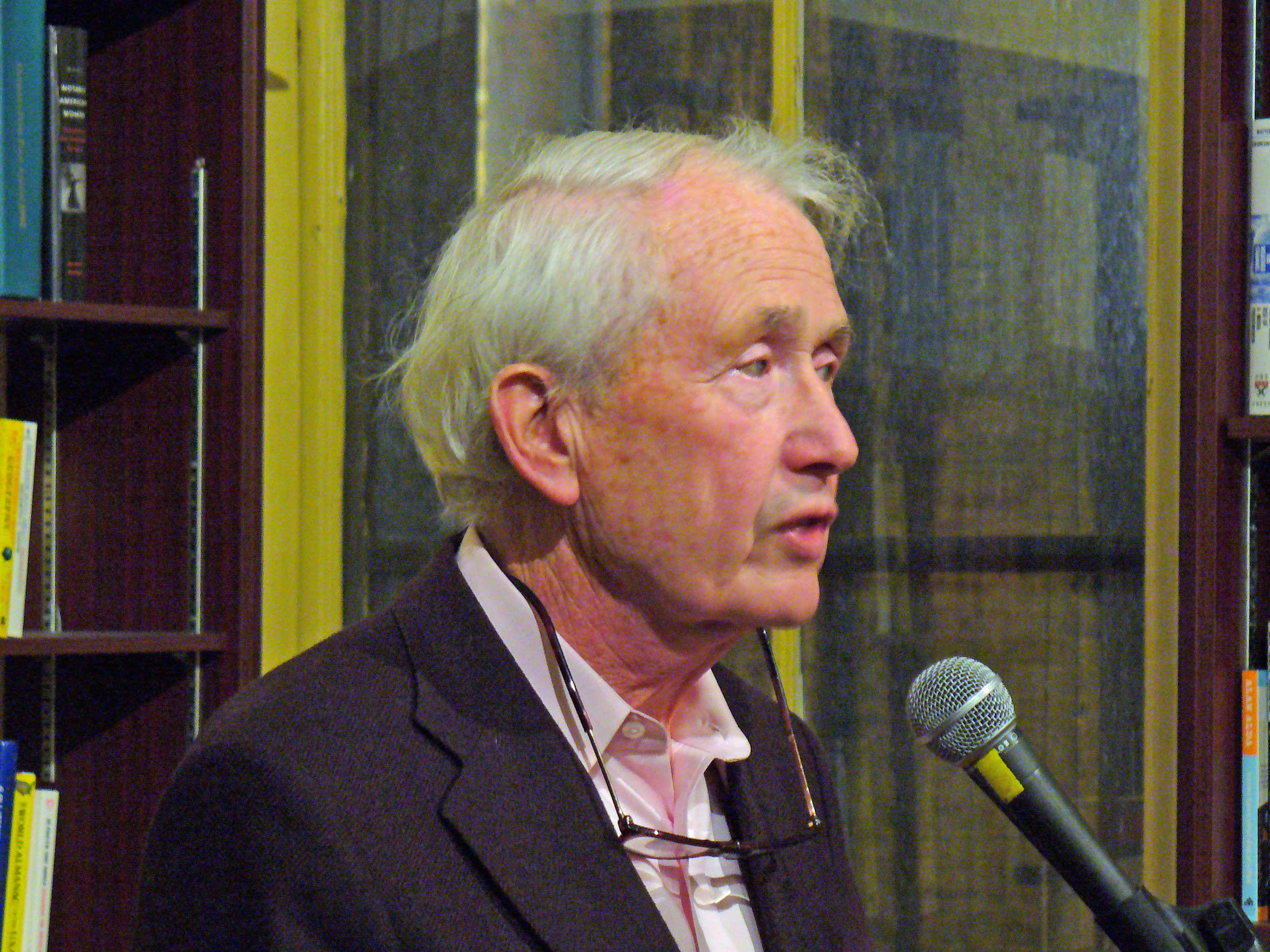
McCourt a New York-i Housing Works könyvesboltban tiszteleg Benedict Kiely ír költő előtt, 2007

McCourt a National Arts Club tagja volt, és az Irish America magazin az év ír amerikaija díját is megkapta. 1999-ben megkapta az American Academy of Achievement Golden Plate-díját.[18] 2002-ben a Nyugat-Ontariói Egyetem díszdoktori címet adományozott neki.
2009 októberében a New York City Department of Education a közösség számos partnerével együtt megalapította a Frank McCourt Írói, Újságírási és Irodalmi Középiskolát, amely egy átvilágításos felvételivel rendelkező állami középiskola. Az iskola Manhattan Upper West Side-on, a West 84th Streeten található. A Frank McCourt Iskola egyike annak a négy kis iskolának, amelyek az egykori Louis D. Brandeis High School kampuszát töltik be. A Frank McCourt Gimnázium 2010 szeptemberében kezdte meg az osztályokat.
A Frank McCourt Múzeumot hivatalosan Malachy McCourt nyitotta meg 2011 júliusában a Leamy House-ban, a Hartstonge Street-en, Limerickben. Ez a Tudor-stílusú épület korábban Leamy School néven volt ismert, Frank és testvére, Malachy egykori iskolája. A múzeum a Leamy School 1930-as évekbeli osztálytermét mutatta be, és emléktárgyak gyűjteményét tartalmazta, többek között korabeli tankönyveket és régi fényképeket, amelyeket az iskola egykori diákjai adományoztak. Az Angela's Ashes emléktárgyak nagy választéka mellett a múzeum a könyvben leírt McCourt-házat a korabeli darabok és az Angela's Ashes című filmből származó kellékek felhasználásával rekonstruálta. A múzeum földszintjén kapott helyet a Dr. Frank McCourt Kreatív Írásközpont. A múzeum 2019 októberében bezárt.

## Magánélete
McCourt először 1961 augusztusában vette feleségül Alberta Small-t, akit a NYU-n ismert meg, és akitől egy lánya született, Margaret. 1979-ben elváltak. 1984 novemberében feleségül vette Cheryl Floyd pszichoterapeutát, akitől 1989-ben elvált.
Harmadik feleségét, Ellen Frey McCourtot 1994. augusztus 13-án vette feleségül Milfordban, Pennsylvaniában, öt évvel azután, hogy a New York-i Lion's Head bárban találkoztak. Emlékiratának sikere után New Yorkban és a Connecticut állambeli Roxburyben éltek. 1989 decemberében ismerkedett meg Ellennel, amikor a nő 35, a férfi pedig 59 éves volt, és nyugdíjba vonult a középiskolai tanításból. Malachy az első két házasságot nehéznek írta le, bátyja harmadik feleségét, Ellent pedig olyan nőként méltatta, aki nagyra tartotta Franket, és segített neki, hogy megnyíljon kreatív oldala és megírja könyveit. Barátai úgy jellemezték feleségét, Ellent, mint aki bátorította őt az írásra; az Angela's Ashes-t házasságkötésük után kezdte el írni, és 13 hónappal később fejezte be. Első emlékiratának váratlan kritikai és pénzügyi sikere után McCourt és felesége két otthonban rendezkedett be: "a Manhattan Upper West Side-on lévő kétszobás lakásuk a Természettudományi Múzeummal szemben található. Aztán ott van egy átalakított pajta, amely 25 hektárnyi erdős területen fekszik a Conn állambeli Roxburyben".

## Halála
2009 májusában jelentették be, hogy McCourt melanómával kezelték, remisszióban van, és otthoni kemoterápián vesz részt. 2009. július 19-én, egy hónappal 79. születésnapja előtt, egy manhattani hospice-ban, agyhártyagyulladással járó rákbetegségben halt meg.
Édesanyja, Angela Sheehan McCourt, és édesapja, Malachy Gerald McCourt 1981-ben, illetve 1985-ben hunyt el. Testvérei Malachy, Michael és Alphie maradtak utána. Utolsó életben maradt bátyja, Malachy 85 évesen Brian McDonalddal közösen írta meg harmadik memoárját, a Death Need Not Be Fatal címűt, amelyben saját életéről, bátyja, Frank hiányáról és a 30 év alkoholizmus utáni életről mesél.[28]
McCourt hamvait megosztották testvérei, felesége és lánya között. 2017. július 18-án, nyolc évvel halála után lánya, Maggie kiszórta a részét a hamvakból Limerickben, odautazott két fiával, Jackkel és Averyvel, valamint özvegyével, Ellen McCourttal. Két helyen szórták szét őket: a Carrigogunnell-kastély romjainál, amely a Shannon folyóra néz Clarinánál, ahol kisfiúként biciklizett, arról álmodozva, hogy Amerikába megy; és a Mungret apátságnál, ahol Sheehan családjának tagjai vannak eltemetve, amit megemlített a lányának, de aztán azt mondta neki, hogy túl nagy fáradság lenne ezt megtenni. Maggie mindenesetre megtette. A testvéreivel együtt egy urnában van eltemetve, ahol Arthur Miller drámaíró is nyugszik, a connecticuti Litchfieldben lévő Great Oak temetőben.
Amíg családja Limerickben tartózkodott, az Angela’s Ashes – The Musical csütörtök este a dublini Bord Gáis Energy Theatre-ben nyílt meg a limericki teltházas előadás után. A Frank McCourt Múzeum Limerickben továbbra is népszerű volt; a múzeum kurátora, Úna Heaton elkísérte a családot, amikor Frank tiszteletére Limerickben utaztak.
Úna Heaton, aki hivatását tekintve művész, még életében festett egy portrét Frank McCourt-ról, amelyet a feleségének ajándékozott. Egy mozaikfestményt is koordinált, amelynek részeit számos művész és a múzeum látogatói készítették a Pulitzer-díj elnyerése utáni 20. évforduló alkalmából, és amelyet az ő nevére alapított múzeumban függesztett ki Limerickben.
A limericki Hartstonge utcában található Frank McCourt Múzeum az egykori Leamy's National School épületében 2019 októberében 10 évnyi működés után bezárt. McCourt iratai a Limericki Egyetem Glucksman Könyvtárában találhatók. A múzeum tárgyait 2020-ban elárverezték, és az alapító és kurátor, Úna Heaton azt tervezi, hogy többet ír róla és koráról.

## Könyvei
- Angela's Ashes – Scribner, 1996
- `Tis – Scribner, 1999
- Yeats is Dead!: A Novel by Fifteen Irish Writers. Knopf (2001). ISBN 978-0-09-942234-1
- Teacher Man – Scribner, 2005.
- Angela and the Baby Jesus, Adult, Scribner (2007). ISBN 978-1416574705
- Angela and the Baby Jesus, Children's, Simon & Schuster (2007). ISBN 978-0545127820
- A Couple of Blaguards. Samuel French (2011). ISBN 978-0573699634

### Magyarul
- Angyal a lépcsőn. Önéletrajz 19 éves koromig (Angela's Ashes) – Magvető, Budapest, 1999 · ISBN 963-14-2149-X · Fordította: Barabás András
- De! Önéletrajz 19 éves koromtól ('Tis; Angyal a lépcsőn 2.) – Magvető, Budapest, 2001 · ISBN 9631422178 · Fordította: Barabás András
- A tanárember. Önéletrajz pedagógus koromból (Teacher Man; Angyal a lépcsőn 3.) – Magvető, Budapest, 2007 · ISBN 9789631425932 · Fordította: Barabás András

## Fordítás
- Ez a szócikk részben vagy egészben  a   Frank McCourt című angol Wikipédia-szócikk fordításán alapul.  Az eredeti cikk szerkesztőit annak laptörténete sorolja fel. Ez a jelzés csupán a megfogalmazás eredetét és a szerzői jogokat jelzi, nem szolgál a cikkben szereplő információk forrásmegjelöléseként.